# Col du Reidmatten
Col du Reidmatten är ett bergspass i Schweiz.   Det ligger i distriktet Hérens och kantonen Valais, i den södra delen av landet, 100 km söder om huvudstaden Bern. Col du Reidmatten ligger 2 919 meter över havet.
Terrängen runt Col du Reidmatten är bergig åt sydost, men åt nordväst är den kuperad. Terrängen runt Col du Reidmatten sluttar norrut.
Trakten runt Col du Reidmatten är permanent täckt av is och snö. Runt Col du Reidmatten är det ganska glesbefolkat, med 23 invånare per kvadratkilometer.